# Dipilto
Dipilto est une municipalité nicaraguayenne du département de Nueva Segovia au Nicaragua.

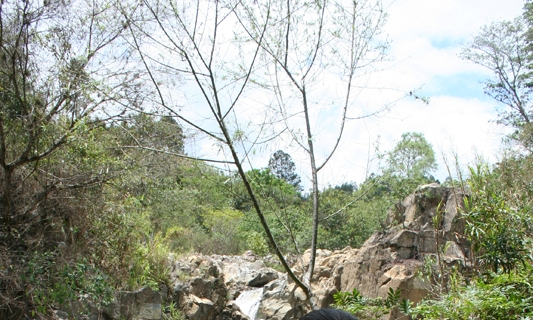
Végétation de Dipilto